# Ectropothecium diminutum
Ectropothecium diminutum là một loài Rêu trong họ Hypnaceae. Loài này được E.B. Bartram mô tả khoa học đầu tiên năm 1957.